# جووانی بوسکو
جووانی بوسکو (Giovanni Melchiorre Bosco؛ زاده ۱۶ آگوست ۱۸۱۵- درگذشته ۳۱ ژانویه ۱۸۸۸) یک قدیس مسیحی، کشیش کلیسای کاتولیک، مربی و نویسنده ایتالیایی بود که در سده نوزدهم میلادی می‌زیست. از وی با نام دون بوسکو نیز یاد می‌شود.
وی زندگی خود را وقف بهبود آموزش و پرورش کودکان خیابانی، بزهکاران نوجوان، و دیگر جوانان محروم و به‌کارگیری روش‌های آموزشی بر پایه عشق به‌جای مجازات کرد. این روش بنام روش پیشگیرانه سال شناخته می‌شود، که بهره جسته از روش و مرام فرانسوا دو سال است.